# Franco Demenego
Gianfrancesco Demenego (Cortina d'Ampezzo, 8 settembre 1944) è un ex maratoneta e politico italiano.

## Carriera sportiva

### Atleta
Demenego, atleta specializzato nelle discipline di resistenza, partecipò nel 1968 all'età di 24 anni ai campionati mondiali militari di corsa campestre. L'anno successivo partecipò alla V Universiade invernale disputata a Innsbruck gareggiando nel fondo sia nella gara individuale da 15 km, sia nella staffetta 4×10 km.
Ha partecipato nel 1972 ai Giochi della XX Olimpiade estiva disputati a Monaco di Baviera. In quell'occasione De Menego si classificò 38º nella maratona con un tempo di 2h26'52". Il suo record personale nella maratona fu stabilito sempre nel 1972 ed è di 2h19'56". Le Olimpiadi segnarono il suo ritiro dall'agonismo.

### Preparatore atletico
Dal 1973 al 1981 Demenego fece il preparatore atletico in diversi sport invernali, tra cui la nazionale italiana di sci alpino di gruppo B, la nazionale italiana femminile di pattinaggio di velocità e delle squadre di serie A dell'Hockey Club Varese e dell'Hockey Club Brunico.

## Carriera politica
Demenego iniziò la sua carriera politica nel 1980, come vicepresidente della comunità montana Valle del Boite nonché assessore all'urbanistica del comune di Cortina d'Ampezzo, cariche che mantenne fino al 1985. Nel 1982 divenne vicesindaco e nel 1987 fu eletto sindaco di Cortina d'Ampezzo, carica che mantenne fino al 1990, quando diventò consigliere provinciale della provincia di Belluno. Dal 1991 al 1993 fu assessore provinciale all'ambiente. Nel 2002 si ricandidò a sindaco di Cortina d'Ampezzo diventando però consigliere d'opposizione con il 43,07% dei voti, stessa sorte nel 2007 quando prese il 12,67%. Nel 2009 si candidò alle elezioni provinciali della provincia di Belluno con il partito Progetto Nordest ottenendo al primo turno il 5,53% dei voti, scesi poi ad appena 0,77% al ballottaggio.

### Regole d'Ampezzo
Nel 2010 entra a far parte della Deputazione e della Giunta regoliera delle Regole d'Ampezzo in qualità di "Marigo" (traducibile con sindaco, in pratica al vertice della singola Regola) della Regola Alta di Lareto. Nel 2011 diventa presidente dell'antica istituzione, grazie anche al complicato sistema elettivo dell'ente, diventando automaticamente anche presidente del parco naturale regionale delle Dolomiti d'Ampezzo. Sotto la sua presidenza le Regole d'Ampezzo migliorano sensibilmente il bilancio.

## Attività artistica
La famiglia Demenego da un secolo circa porta avanti la tradizione artigianale di lavorazione del ferro. Fu proprio un lavoro per la casa d'Asburgo a dare il soprannome alla famiglia, i cui discendenti sono conosciuti appunto con l'appellativo "Kaiser" (imperatore). Infatti nella prima metà del 1800 alla bottega Demenego furono commissionati i cancelli e le inferriate del palazzo imperiale di Schönbrunn a Vienna. Gianfrancesco, nonostante un incidente gli abbia causato parecchi problemi alla mano destra, prosegue la tradizione di famiglia realizzando oggetti artigianali protagonisti di alcune mostre.